# 汤姆·赫德尔斯通
湯馬士·安祖·"湯姆"·赫度史東（Thomas Andrew "Tom" Huddlestone，1986年12月28日—），出生於英格蘭诺丁汉，是一名職業足球員。

## 球隊
赫度史東出身打比郡青訓學院（Derby County's Academy），年僅16歲，即在2003/04年球季開季首場對史篤城的比賽處子登場，結果以0-3落敗。
2004年2月剛滿17歲的赫度史東簽署首份職業合約，年期兩年半是18歲以下球員可簽署最長的年期，直到2006年夏季。2005年1月赫度史東簽約加盟熱刺，據報轉會費最高可達到250萬英鎊，可留效打比郡直到球季結束以協助球隊打升班戰。打比郡獲得第四位參加季後升級附加賽，但不幸兩回合累計0-2負於普雷斯頓。
2005/06年球季赫度史東未為熱刺上陣前先獲外借到狼隊，期間在對母會打比郡時取得首個聯賽入球。稍後返回熱刺，於2006年1月31日作客對富咸時首次披上熱刺球衣，替補上場，以0-1落敗。赫度史東在2006年9月14日作客布拉格斯拉维亚的歐洲足協盃首次正選上陣，以1-0獲得勝利。同年11月8日英格蘭聯賽盃第四圈對韦尔港赫度史東首度為熱刺入球，更梅開二度，他在加時的第二個入球將熱刺帶入半準決賽。12月17日對曼城時射入首個效力熱刺的聯賽入球，赫度史東首先憑自由球助攻先開紀錄，再於24分鐘以一球精彩的半「窩利」將比數改寫成2-0，最終以2-1擊敗對手。
2006年12月25日赫度史東加簽四年半新約，留隊直到2011年，更於2008年6月30日簽署五年改善條件的新約，效力熱刺直到2013年。由於赫度史東在2009-2010賽季發揮出色，截至3月15日為止替球隊上陣34場攻入3球，並累積為熱刺披甲147場，2010年3月15日熱刺在球會官方網站宣佈再與赫度史東續約至2015年。

## 國家隊
赫度史東是英格蘭U-21的主力成員，2007年6月5日對斯洛伐克U-21大勝5-0中取得首個國際賽入球。2007年歐洲U-21足球錦標賽決賽週赫度史東在兩場分組賽中上陣，首場正選上場與捷克U-21賽和0-0；分組賽最後一場對塞爾維亞U-21，已領先2-0及穩奪分組第二名出線權的英格蘭在88分鐘調入赫度史東加強防守，落場僅兩分鐘，在防守對方自由球時被球證紅牌直接驅逐離場，赫度史東停賽兩場，錯過準決賽對主辦國荷蘭U-21的大戰。
2007年9月11日作客2-0擊敗保加利亞U-21時赫度史東再度入球。2008年5月15日作客友賽威爾斯U-21作為慶祝威爾斯U-21第100場比賽中，赫度史東於19分鐘射入十二碼先開紀錄，最終2-0獲勝。
2008年5月赫度史東獲卡比路徵召，加入美洲之旅的31人大國腳名單之中，在對美國及千里達及托巴哥兩場比賽中作未有上場的替補球員。
2008年10月14日2009年歐洲U-21足球錦標賽外圍附加賽次回合對威爾斯U-21是赫度史東第30次代表英格蘭U-21上陣，他在13分鐘憑禁區邊緣的自由球為球隊先開紀錄；但下半場66分鐘因一次遲落腳的攔截而被罰紅牌離場。幸好英格蘭U-21仍能力保2-2的紀錄，兩回合累計5-4晉級決賽週。
2009年11月8日首度獲卡比路徵召入友賽巴西的大國腳的名單中，獲派後補上陣作處子秀。

## 榮譽
熱刺
- 英格蘭聯賽盃：2007–08
- 英格蘭聯賽盃 亞軍：2008–09

## 外部連結
- 足球数据库：汤姆·赫德尔斯通的球员统计数据
- http://www.tottenhamhotspur.com/players/first_team/tomhuddlestone.html （页面存档备份，存于）
- 英格蘭足總：赫德尔斯通 （页面存档备份，存于）